# Список особо охраняемых природных территорий Пермского края
1 ноября 2013 г. вступило в силу постановление Правительства Пермского края от 17 октября 2013 г. № 1433-п «Об утверждении Порядка ведения учёта, мониторинга особо охраняемых природных территорий регионального значения и государственного кадастра особо охраняемых природных территорий регионального и местного значения».
Указанным постановлением Министерство природных ресурсов, лесного хозяйства и экологии Пермского края определено уполномоченным органом на ведение государственного кадастра особо охраняемых природных территорий (ООПТ) регионального и местного значения.
На 31 декабря 2020 года на территории Пермского края расположены 257 особо охраняемые природные территории регионального значения и 102 местного.
Наиболее богаты на ценные природные объекты Чердынский, Большесосновский, Соликамский, Чусовской и Красновишерский районы.